# Гуменюк Микола Петрович
Микола Петрович Гуменюк (нар. 10 червня 1936 року, с. Щурівці, Гайсинський район, Вінницька область — пом. 20 червня 1997 року, м. Київ) — радянський та український спеціаліст у галузі фізичного виховання та психології спорту. Ректор Київського державного інституту фізичної культури (1980—1986). Кандидат психологічних наук (1974).

## Біографія
Народився 10 червня 1936 року в селі Щурівці Гайсинського району Вінницької області.
Випускник Вінницького педагогічного інституту (1960). У 1974 році йому було присвоєно науковий ступінь кандидата психологічних наук.
У 1975 році був призначений проректором з навчально-наукової роботи Київського державного інституту фізичної культури. У 1980 році став ректором Київського державного інституту фізичної культури, очолюючи навчальний заклад протягом шести років. Після того працював завідувачем кафедри педагогіки та психології (1986—1992). Загалом працював в інституті до 1995 року.
Помер 20 червня 1997 року в Києві.